# Germar Rudolf
Germar Rudolf, även känd som Germar Scheerer, född 29 oktober 1964 i Limburg an der Lahn, numera bosatt i USA, är en tysk kemist och förintelseförnekare. Rudolf ligger bakom det revisionistiska bokförlaget Castle Hill Publishers.